# Elasmopus
Elasmopus is een geslacht van vlokreeften uit de familie van de Maeridae. De wetenschappelijke naam van het geslacht is voor het eerst geldig gepubliceerd door Costa in 1853.

## Soorten
- Elasmopus aduncus Myers, 1995
- Elasmopus alalo Myers, 1986
- Elasmopus alkhiranensis Myers & Montazi, 2015
- Elasmopus antennatus (Stout, 1913)
- Elasmopus arafura Hughes & Lowry, 2011
- Elasmopus arrawarra Hughes & Lowry, 2006
- Elasmopus atolgidus J.L. Barnard, 1965
- Elasmopus atollicus Myers, 2014
- Elasmopus balkomanus Thomas & J.L. Barnard, 1988
- Elasmopus bampo J.L. Barnard, 1979
- Elasmopus barbatus Schellenberg, 1925
- Elasmopus bastidai García-Madrigal, 2010
- Elasmopus bollonsi Chilton, 1915
- Elasmopus brasiliensis (Dana, 1855)
- Elasmopus buchneri Spandl, 1924
- Elasmopus calliactis Edmondson, 1951
- Elasmopus canarius Krapp-Schickel & Ruffo, 1990
- Elasmopus caprai Maccagno, 1936
- Elasmopus chevreuxi Cecchini, 1928
- Elasmopus coxacallus Hughes, 2015
- Elasmopus crenulatus Berents, 1983
- Elasmopus delaplata Stebbing, 1888
- Elasmopus dentiferus Schellenberg, 1938
- Elasmopus dentipalmus Walker, 1916
- Elasmopus diplonyx Schellenberg, 1938
- Elasmopus dubius Walker, 1904
- Elasmopus ecuadorensis Schellenberg, 1936
- Elasmopus elieri Ortiz, Lalana & Varela, 2004
- Elasmopus erythraeus (Kossmann, 1880)
- Elasmopus excavatus Schellenberg, 1938
- Elasmopus fusimanus Oliveira, 1951
- Elasmopus gracilis Schellenberg, 1938
- Elasmopus hawaiensis Schellenberg, 1938
- Elasmopus holgurus J.L. Barnard, 1962
- Elasmopus hooheno J.L. Barnard, 1970
- Elasmopus incarocai Alves, Johnsson & Senna, 2016
- Elasmopus incomptus Hughes, 2015
- Elasmopus integer Myers, 1989
- Elasmopus japonicus Stephensen, 1932
- Elasmopus karamani Souza-Filho & Senna, 2009
- Elasmopus karlae García-Madrigal, 2010
- Elasmopus koreanus Kim & Kim, 1991
- Elasmopus laminischia Myers, 2016
- Elasmopus lapu Myers, 1985
- Elasmopus laufolii Myers, 1986
- Elasmopus lecroyae García-Madrigal, 2010
- Elasmopus lejeunei Souza-Filho & Senna, 2009
- Elasmopus lemaitrei Ortiz & Lalana, 1994
- Elasmopus levis (S. I. Smith, 1873)
- Elasmopus longipropodus Senna & Souza-Filho, 2011
- Elasmopus magnispinatus Kunkel, 1910
- Elasmopus marcelae García-Madrigal, 2010
- Elasmopus marplatensis Alonso de Pina, 1997
- Elasmopus mayo J.L. Barnard, 1979
- Elasmopus menurte J.L. Barnard, 1974
- Elasmopus minimus Chevreux, 1908
- Elasmopus molokai J.L. Barnard, 1970
- Elasmopus mutatus J.L. Barnard, 1962
- Elasmopus nanshaensis Ren, 1998
- Elasmopus neglectus Chilton, 1915
- Elasmopus nkjaf Nakamura, Nakano, Ota, & Tomikawa, 2019[2]
- Elasmopus norfolkensis Hughes, 2015
- Elasmopus oaxaquensis García-Madrigal, 2010
- Elasmopus ocoroni J.L. Barnard, 1979
- Elasmopus ora Myers, 2014
- Elasmopus pachacuteci Alves, Johnsson & Senna, 2016
- Elasmopus palu Appadoo & Myers, 2003
- Elasmopus pectenicrus (Spence Bate, 1862)
- Elasmopus perditus Reid, 1951
- Elasmopus piikoi J.L. Barnard, 1970
- Elasmopus pilosus Ledoyer, 1978
- Elasmopus pocillimanus (Spence Bate, 1862)
- Elasmopus podotrichius Ruffo, 1969
- Elasmopus polynesus Krapp-Schickela & Müller, 2011
- Elasmopus pseudaffinis Schellenberg, 1938
- Elasmopus pseudinteger Appadoo & Myers, 2003
- Elasmopus puteus Appadoo & Myers, 2003
- Elasmopus rapax Costa, 1853
- Elasmopus rishikondiensis Kanakadurga, Rao & Shyamasundari, 1981
- Elasmopus serraticus J.L. Barnard, 1969
- Elasmopus seticarpus Myers, 1985
- Elasmopus sivaprakasami Myers, Trivedi & Vachhrajani in Myers, Trivedi, Gosavi, Vachhrajani, 2018
- Elasmopus slatyeri Lowry & Hughes, 2009
- Elasmopus smirnovi Bulyčeva, 1952
- Elasmopus souillacensis Appadoo & Myers, 2003
- Elasmopus souzafilhoi Senna, 2011
- Elasmopus spinibasus Sivaprakasam, 1970
- Elasmopus spinicarpus Berents, 1983
- Elasmopus spinidactylus Chevreux, 1907
- Elasmopus spinimanus Walker, 1904
- Elasmopus spinipalpus Ledoyer, 1983
- Elasmopus spinipes Mateus & Mateus, 1986
- Elasmopus steelei Appadoo & Myers, 2003
- Elasmopus steinitzi Ruffo, 1959
- Elasmopus takamotus Myers, 1986
- Elasmopus temori J.L. Barnard, 1979
- Elasmopus thalyae Gouillieux & Sorbe, 2015
- Elasmopus thomasi Ortiz & Lalana, 1994
- Elasmopus tiburoni J.L. Barnard, 1979
- Elasmopus tubar J.L. Barnard, 1979
- Elasmopus vachoni Mateus & Mateus, 1966
- Elasmopus veranocephalensis Lowry & Hughes, 2009
- Elasmopus viracochai Alves, Johnsson & Senna, 2016
- Elasmopus visakhapatnamensis Kanakadurga, Rao & Shyamasundari, 1981
- Elasmopus wahine J.L. Barnard, 1972
- Elasmopus waltersi Ledoyer, 1983
- Elasmopus warra Kelaher & Lowry, 2002
- Elasmopus yahuarhuaci Alves, Johnsson & Senna, 2016
- Elasmopus yucalpeten Paz-Ríos & Ardisson, 2014
- Elasmopus yunde J.L. Barnard, 1974
- Elasmopus yupanquii Alves, Johnsson & Senna, 2016
- Elasmopus zoanthidea J.L. Barnard, 1979